# Wieleci

Rozsiedlenie i ważniejsze grody Wieletów

Wieleci, Wieletowie, Wilcy, Lucice, Lutycy – grupa plemienna Słowian połabskich, zamieszkujących od co najmniej VIII wieku tereny między dolną Odrą a Łabą, wywodząca się z Pomorza Przedodrzańskiego. W źródłach pisanych z czasów Karola Wielkiego nazywani również: Wiltzi, Vultzi, Welatabowie. Wieleci obok Obodrzyców i Serbów należeli do Słowian połabskich. Geograf Bawarski podaje, że na ziemiach Wieletów znajdowało się 95 grodów.

## Etymologia
Etymologia obu podstawowych nazw plemiennych, tzn. Wieleci i Lucice nie jest do końca jasna, przy czym należy pamiętać, że ta pierwsza to nazwa polityczna, a nie etniczna. Nazwa Wieleci może być wywiedziona ze słowiańskiego słowa vlci, tj. „wilki”, ale też biorąc pod uwagę poświadczone dialektalne rosyjskie velet, ukraińskie véłet(eń), staroruskie volot: „olbrzym”, które pozwala na rekonstrukcję postaci *Vel(e)tъ (z jerem twardym), etnikon ten może być wyjaśniony jako derywat z sufiksem -(e)t- od prasłowiańskiego rdzenia vel-, który występuje np. w staro-cerkiewno-słowiańskim velěti „rozkazywać”, velьjь/ijь (z jerem miękkim), velikъ „wielki”, pierwotnie jako „potężny”. Mikołaj Rudnicki wywodził ją od rdzenia vel „błoto, bagno, woda”.
Nazwę Lucice/Lutycy po raz pierwszy notuje Żywot pierwszy św. Wojciecha z około 999-1001 roku. Nazwa Lucice pochodzi, według części badaczy, od słowiańskiego wyrazu ljut, znaczącego „dziki” (por. luty, srogi). Istnieje też możliwość wywodzenia tego miana od nazwy boga czczonego w Radogoszczy – L’utyi bog (tj. dziki bóg). Rozważana jest też możliwość pochodzenia w powiązaniu z rdzeniem lut (bagnisty, grząski). Dodatkowo, wydaje się, że pomimo określania w źródłach pisanych tego etnosu do końca X wieku jedynie mianem Wieleci, przyjęcie nazwy Lucice w ostatnich dekadach X wieku, było, w pewnym sensie, powrotem do nazwy starszej, a ówcześni kronikarze uznawali ciągłość między Wieletami a Lucicami. Chociaż to drugie miano nosi znamię neologizmu, nie można wykluczyć, że miała tu miejsce świadoma paralelność obu nazw, z których ta pierwsza miała być zastąpiona drugą. Zmiana nazwy jest interpretowana przez badaczy jako swoista demonstracja pewnego novum (biorąc pod uwagę zwłaszcza wagę, jaką przykładały wspólnoty plemienne do swojego miana i do mitów o swoich początkach) w stosunkach wewnętrznych po roku 983, kiedy to nazwa Lucice, odnosząca się do czterech plemion tzw. Związku Wieleckiego: Chyżan, Czrezpienian, Dołężan i Redarów, utożsamiła się z etnią skupioną wokół świątyni w Radogoszczy. Według nowszej koncepcji Christiana Lübke (2004), nazwa Lucice mogła być neologizmem z około roku 1000 przeciwstawiającym Słowian "dzikich", Słowianom "cywilizowanym", czyli Polanom.

## Plemiona wieleckie i ich rozsiedlenie

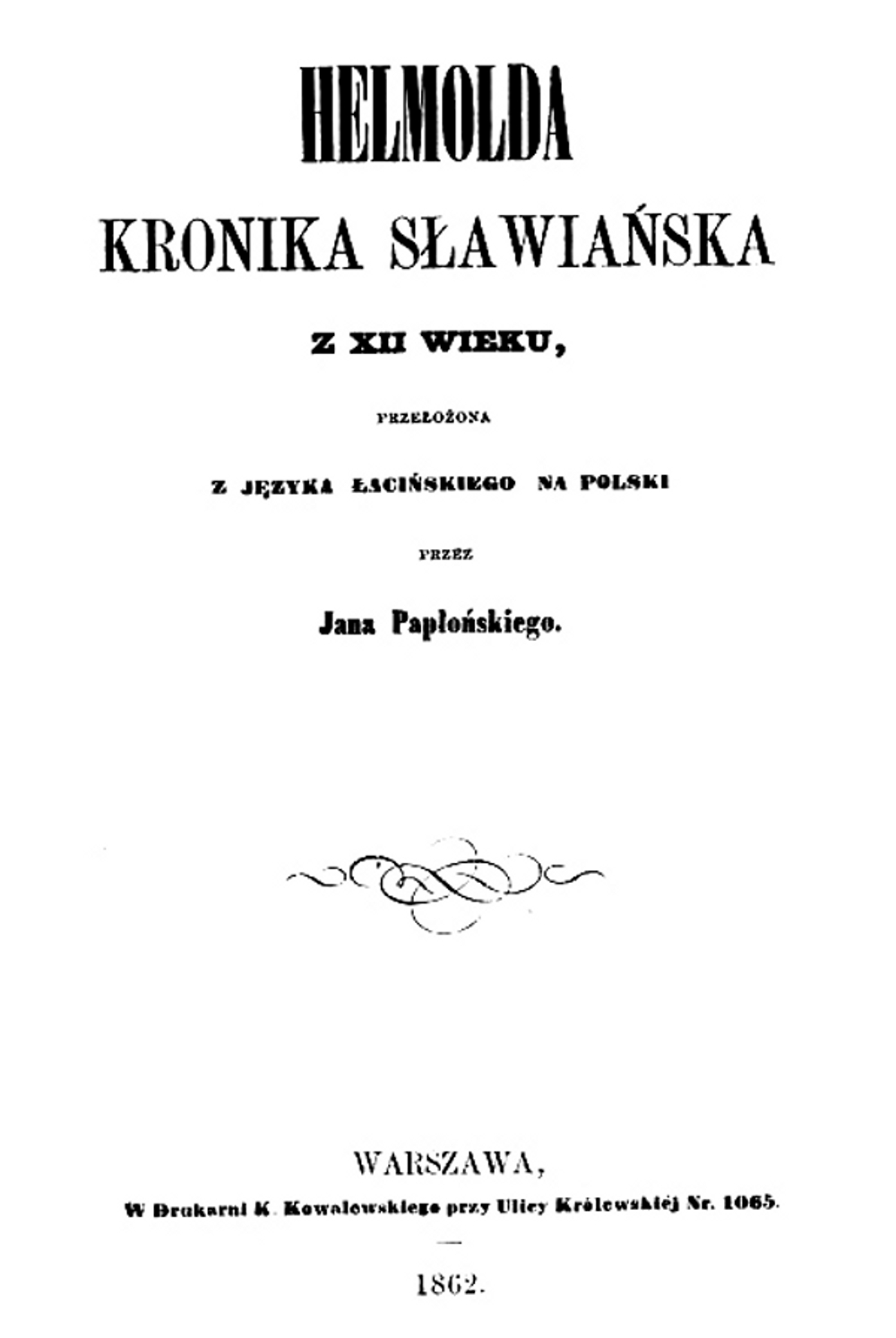
Kronika Słowian Helmolda wydana po polsku w 1862 w Warszawie w tłumaczeniu Jana Papłońskiego.

Przyjmuje się, że rozsiedlenie plemion wieleckich właściwe dla II wieku n.e. zostało po raz pierwszy w dziejach ukazane na mapie aleksandryjskiego geografa Ptolemeusza. Prawdopodobnie Wieleci figurują na niej pod mianem Oueltai (Ουελται) i zasiedlają obszary pomorskie w okolicach dolnej Wisły. Być może już w VI wieku, na pewno zaś już w VII plemiona te migrowały w kierunku zachodnim, by ostatecznie z pewnością przed końcem wieku VIII osiąść na terenach na zachód od dolnej Odry.
W ogólnych zarysach zapewne obszar zamieszkany od tego czasu przez plemiona (prawdopodobnie) będące plemionami wieleckimi (które zapewne można częściowo utożsamić z Lucicami) sąsiadował od zachodu z plemionami obodrzyckimi, na wschodzie natomiast był ograniczony Odrą. Od północy tereny te dotykały wybrzeża Morza Bałtyckiego, na południu natomiast ograniczały je obszary zamieszkane przez plemiona serbskie. Do plemion wieleckich zaliczały się plemiona: Chyżan, Czrezpienian (oba uważane czasem za będące przejściowymi między Obodrzycami a Wieletami), Dołężan, Redarów, Doszan, Nieletyków, Rzeczan, Wkrzan, Morzyczan, Sprewian, Lubuszan i Stodoran (zaliczanych czasem do grupy serbskiej).

### Wieleci a Stodoranie
Najwięcej kontrowersji co do statusu wśród plemion wieleckich istnieje wokół plemienia Stodoran. Podnosi się tutaj m.in. kwestię, że plemię to było związane z Wieletami więzami etnicznymi, jak również w pewnych okresach także politycznie. Te tradycyjne powiązania stoją u podstaw domniemań o stosowaniu m.in. przez Thietmara z Merseburga w odniesieniu do kwestii przymierza czesko-lucickiego pod koniec X wieku określenia Luciców właśnie w odniesieniu do Stodoran. Z drugiej strony prawdopodobnie takie utożsamienie przez tego kronikarza mogło być możliwe w obliczu widocznych ambicji ze strony Związku Lucickiego do poszerzenia swoich wpływów na tereny środkowego Połabia. W przypadku tego przekazu akcentuje się również określanie tamże Luciców jako plemię w pewnym sensie zależne politycznie od Czech, co może odnosić się jedynie do Stodoran.

## Dzieje polityczne

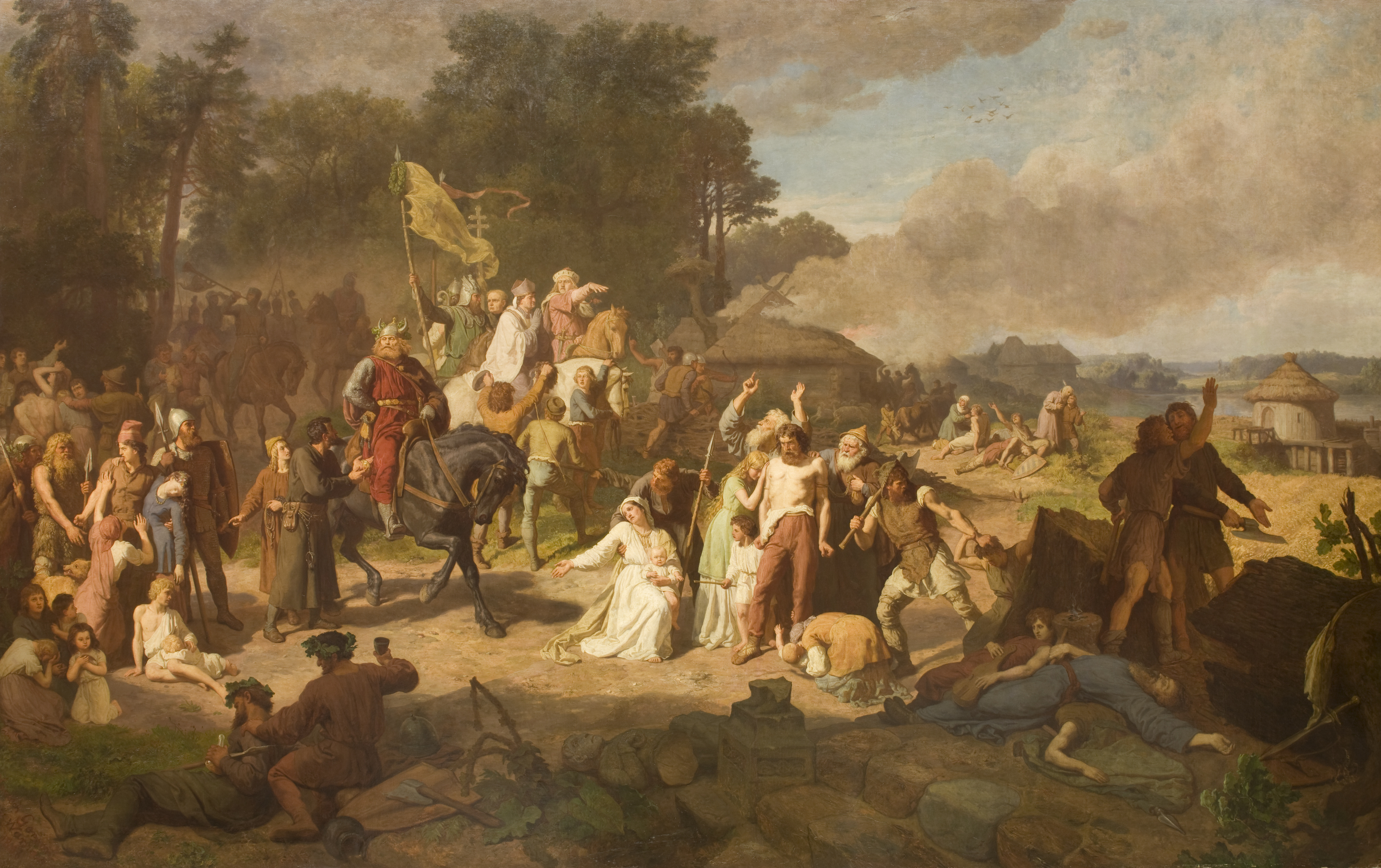
Obraz Wojciecha Gersona „Opłakane apostolstwo” przedstawiający podbój Słowian połabskich

### Kalendarium
789
W odwecie za wypady zbrojne Wieletów Karol Wielki najeżdża na ich ziemie, po czym wycofuje się do Saksonii – jak podano w Rocznikach Einharda.
963–967
Wojna przeciwko Polanom; sprzymierzeni z Wolinianami Wieleci najeżdżają ziemie Piastów. Dwie pierwsze wyprawy zakończyły się sukcesem, natomiast w trzeciej ponieśli druzgocącą klęskę.
954–967
Cesarz Otton I prowadzi wojnę przeciwko Wieletom i Obodrzytom. W bitwie pod Rzeknicą zwyciężył cesarz.
986
W wyprawie cesarza Ottona III przeciw Wieletom brał udział Mieszko I. W 995 wspólną wyprawę przeciwko Wieletom zorganizowali cesarz Otton III oraz Bolesław I Chrobry. Brały w niej udział także oddziały czeskiego rodu Sławnikowiców.
1029
Mieszko II Lambert zawiera sojusz z Wieletami dla odparcia ataku cesarza Konrada II.
1033
Zwycięstwo Wieletów nad Sasami pod Wierzbnem.
1045
Wieleci wyprawiają się na wojenną wyprawę na Niemców, lecz cesarz Henryk III podbija napastników i zmusza ich do złożenia daniny.
1055
Wieleci powstają zbrojnie przeciw Sasom. Przekraczają Łabę i mordują tamtejsze załogi zbrojne. Pustoszą kraj i uprowadzają jeńców.
10 września 1056
Potężna armia niemiecka pod dowództwem margrabiego Marchii Północnej Wilhelma przekracza Łabę. W rozwidleniu Haweli i Łaby, w pobliżu grodu Przecława, czekają na niego połączone siły Związku Wieleckiego. Dochodzi do wielkiej bitwy. Sasi zostają otoczeni i zepchnięci ku rzece, gdzie idą w rozsypkę. Ginie margrabia Wilhelm, a wraz z nim wszyscy towarzyszący mu rycerze. Bitwa zasadniczo odmienia układ sił w tym rejonie. Porównywana jest ona nawet do bitwy pod Grunwaldem. Wkrótce po klęsce pod Przecławą umiera niemiecki cesarz Henryk III. Dzięki temu zwycięstwu Wieleci stają u szczytu potęgi.
1057
Wybucha bratobójcza wojna domowa pomiędzy plemionami wieleckimi, w wyniku której rozpada się Związek Wielecki. Przeciw dominacji Redarów w związku Wieleckim wystąpili Czrezpienianie. Początkowo trzy bitwy wygrali Czrezpienianie, jednak Redarowie nie dali za wygraną i wezwali na pomoc Gotszalka Obodrzyckiego, Bernarda saskiego i króla duńskiego. W końcu po zaciętych walkach Czrezpienianie musieli ulec oraz zapłacić okup sprzymierzeńcom Redarów, by uniknąć zupełnego unicestwienia.
1068
Na ziemie Lutyków rusza wyprawa saska, podczas której zburzona zostaje świątynia Swarożyca w Radogoszczy.
1160–1163
Wieleci zostają ostatecznie pokonani przez sprzymierzonego z Danią Henryka Lwa.

### Plemiona wieleckie do końca IX wieku
W czasach Karola Wielkiego (przełom VIII i IX wieku) pogańscy Wieleci tworzyli wrogi wobec państwa Franków sojusz czterech plemion słowiańskich. Najazd Karola Wielkiego w 789 na ziemie wieleckie przebiegał prawdopodobnie dwutorowo. Oblężenie Brenny, która może być wówczas utożsamiana z głównym ośrodkiem Drogowita, i jej zdobycie przy pomocy floty fryzyjskiej było zapewne jedną częścią zmagań frankijsko-wieleckich. Drugą zaś prawdopodobnie był marsz wojsk lądowych w głąb terytorium wieleckiego. Po ich pokonaniu Karol nie czynił jednak starań, by ochrzcić te społeczności słowiańskie, a jedynie podporządkował je politycznie państwu karolińskiemu, korzystając przy tym z pomocy sąsiednich Obodrzyców, i decydował o obsadzie obieranych na wiecu najważniejszych wieleckich przedstawicieli politycznych. Potem Wieletom udało się zrzucić zwierzchnictwo cesarstwa. Dochodziło do częstych starć pomiędzy Królestwem Franków Wschodnich a Słowianami, którym przewodzili w tym okresie książęta: Miłogost, Całodróg czy Lub. Niemniej w połowie IX (być może w związku z ustaniem zagrożenia frankijskiego) lub w X wieku najwyraźniej sojusz uległ dezintegracji i nie stanowił już jednostki politycznej, a osoby zamieszkujące byłe terytoria wieleckie czuły bliższą więź z poszczególnymi plemionami składowymi. Miano Wieletów, pojawiające się sporadycznie w zapiskach z X w. (pod rokiem 929, 955 i 995), może wskazywać, że w cesarstwie wciąż zakładano istnienie tej federacji. Z drugiej strony w tym czasie przeciwko ekspansji cesarstwa występowały plemiona tworzące niegdyś ów związek, lecz wydaje się, że już pojedynczo. Plemiona północnowieleckie w wyniku rozpadu tego sojuszu zapewne powróciły do ustroju wiecowego z decydującą rolą naczelników rodów i kapłanów.

### Sytuacja na północno-wschodnim Połabiu w X wieku (do 983)
Najpotężniejszym plemieniem grupy wieleckiej byli w X wieku Stodoranie, którzy od początku tego wieku zdominowali region rzeki Haweli, na których czele stała najpewniej chrześcijańska już wtedy dynastia, spowinowacona z czeskimi Przemyślidami oraz z władcami Marchii Północnej z rodu Haldenslebenów, rządząca plemieniem z Brenny.
Ekspansja cesarstwa – tak polityczna, jak i kościelna – na ziemie między Łabą i Soławą a Odrą za panowania pierwszych Ludolfingów – Henryka I, a zwłaszcza Ottona I, spowodowała opór ze strony plemion wieleckich, zwłaszcza Redarów. Pierwszą akcją zbrojną Henryka była wyprawa skierowana przeciwko nim zimą 928/929, zakończona zdobyciem głównego grodu stodorańskiego, Brandenburga (Brenny), a w wyniku tego uznania przez plemię swojej porażki. W tym samym czasie obszary zasiedlone przez Redarów zostały podporządkowane państwu Ludolfingów w wyniku wyprawy legata Bernarda. Najpewniej owe działania były podyktowane chęcią wypróbowania przez Ludolfingów nowych metod walki (konne potyczki) w obliczu zbliżającej się konfrontacji z Węgrami. Redarowie byli mimo to głównymi inicjatorami zrywu plemion połabskich w 929, dokonującym akcji zaczepnych na zachodnim brzegu Łaby (zdobycie i zniszczenie grodu Walsleben; śmierć wszystkich mieszkańców). Najpewniej ich działania pozostawały w związku z ówczesną obecnością Henryka na pograniczu czesko-połabskim. Wystąpienie to należy uznać za kluczowe w kwestii swoistego przywództwa Redarów we wszelkich działaniach antyniemieckich na Połabiu. Szybka interwencja zakończyła się klęską Redarów w bitwie pod Łączynem (obecnie Lenzen) 4 września 929 oraz śmiercią wszystkich wziętych do niewoli Słowian, a w 936 byli oni obiektem kolejnego najazdu Ottona I, zapewne nieuwieńczonego sukcesem. To Redarowie byli plemieniem przewodzącym w powstaniu słowiańskim z lat 936–940. Najprawdopodobniej pomimo współdziałania Redarów ze swoimi zachodnimi sąsiadami słowiańskimi, Obodrzycami, w walce przeciwko cesarstwu i w 929 i 936, także i ci ostatni podejmowali wówczas działania ekspansywne na tereny Czrezpienian i Chyżan. Ekspansję tę hamowała jednak wzrastająca w tamtych czasach rola Redarów, dla których działania te były co najmniej niewygodne, tym bardziej, że istniały wówczas u Obodrzyców tendencje zarówno scalające, jak i przede wszystkim prochrześcijańskie. Także cesarze liczyli, że uda się objąć wpływami tereny wieleckie, wykorzystując m.in. fakt nawrócenia tamtejszych książąt. Na południowych terenach wieleckich u Stodoran doczekali się takiej pomocy około r. 940 ze strony księcia Tęgomira, co zaowocowało podległością plemion wieleckich, w tym zapewne także Redarów. Wraz ze wzrostem wpływów na Połabiu poparcie ze strony cesarstwa dla słowiańskich możnych stało się sprawą drugorzędną. W tym czasie istniało na ziemiach wieleckich kilka ośrodków prowadzący samodzielną politykę – prócz skupionych wokół Redarów plemion północnowieleckich także Stodoranie, Sprewianie czy Wkrzanie.
Możliwe, że około połowy X wieku również władcy polańscy rozpoczęli ekspansję na tereny północno-wschodniego Połabia, zapoczątkowana po zajęciu ziemi lubuskiej przez władców piastowskich. Zwiększyło to zapewne jeszcze bardziej niebezpieczeństwo utraty suwerenności przez północne plemiona wieleckie. W 955, w związku z obawami przed możliwością utraty niezależności kulturalnej, doszło do przegranej przez Słowian (wśród których na czoło wysuwali się wówczas Obodrzyci) bitwy nad Rzeknicą (Raksą), w której po stronie wieleckiej uczestniczyli Czrezpienianie i Dołężanie oraz najprawdopodobniej Redarzy. Kolejna wyprawa cesarska w 957 oraz możliwe w latac następnych (aż do 960) nie doprowadziła do zmiany sytuacji północnych plemion wieleckich, jak również prawdopodobna wojna Redarów z cesarstwem w 967. Z kolei być może już w 963 doszło do zakończenia działań wojennych pomiędzy Redarami a Mieszkiem I; działania te ze strony plemion wieleckich ograniczały się zapewne jedynie do wypraw odwetowych i łupieżczych w bezpośrednim sąsiedztwie ich terenów. Właśnie te wydarzenia mogły zapewne pozwolić stale konsolidującemu się Związkowi Wieleckiemu na prawdopodobne działania przeciwko cesarstwu w latach 963–967.
Ze strony cesarstwa nie powiodła się żadna próba pacyfikacji terenów północno-wschodniego Połabia, ani poprzez tworzenie organizacji kościelnej (erekcje biskupstw w Brennie i Hawelbergu w 948, czy arcybiskupstwa w Magdeburgu w 968), ani poprzez tworzenie marchii, ani nawet poprzez naciski na możnych cesarstwa ze strony Ottona I (list z 18 I 968), by jak najszybciej doszło do zwycięskiej konfrontacji zbrojnej z Redarami, którzy w latach po bitwie nad Rzeknicą stali się głównym ośrodkiem oporu. Ci ostatni natomiast do 968 pozostali niezależni wewnętrznie (uiszczali trybut) i znajdowali się poza chrześcijańską organizacją kościelną. Po tym roku sytuacja zmieniła się w wyniku objęcia północno-wschodniej Połabszczyzny wpływami nowoerygowanego biskupstwa w Magdeburgu. Jest jednak możliwe, że Redarowie wymogli na cesarstwie ustępstwa w zakresie własnej autonomii wewnętrznej. Rozpoczęcie panowania przez cesarza Ottona II w 973 spowodowało rezygnację z próby podporządkowania plemion wieleckich. Przyjmuje się, że właśnie w latach 70. X wieku w wyniku tych wydarzeń Redarowie mieli dobrą szansę na reorganizację stosunków organizacyjnych u Wieletów, konsolidację polityczną tych obszarów i przygotowanie zbrojnego powstania w 983. Dodatkowo, posiadali oni wówczas prawdopodobnie stabilną bazę ekonomiczną, czego dowodem może być płacenie przez tamtejsze plemiona trybutu na rzecz cesarstwa w srebrze. Z drugiej strony wzrost zagrożenia, które zaczęły stwarzać plemiona północnowieleckie dla władztw ościennych w końcu lat 70. X wieku, spowodował rosnącą ich izolację oraz zawarcie systemu sojuszy przeciwko związkowi przez jego sąsiadów.

### Plemiona wieleckie (lucickie) i ich sąsiedzi w latach 80. i 90. X wieku

#### Powstanie Słowian połabskich
Wybuch powstania Słowian połabskich w 983, którego jednymi z głównych inicjatorów byli Redarowie, był spowodowany niewątpliwie niechęcią, w przeważającej mierze pogańskich plemion, do Kościoła chrześcijańskiego z jednej strony, z drugiej natomiast silną ekspansją cesarstwa w czasach Ottonów na tereny słowiańskie, a także obawami związanymi z sojuszem zawartym przez sąsiadów plemion wieleckich: Marchii Północnej, państwa Polan, Miśni oraz księstwa Brenny. Zwraca również uwagę planowość późniejszych działań zbrojnych, która wymuszała istnienie jednolitego ośrodka decyzyjnego. Sam moment wybuchu powstania nie był zapewne podyktowany sprzyjającą sytuacją zewnętrzną, która nie sprzyjała w 983 jego rozpoczęciu. Impulsu tego można zapewne poszukiwać w określonej sytuacji wewnętrznej, tj. po pierwsze w osiągnięciu odpowiednio dużego stopnia integralności związku, po drugie zaś we wzroście dążeń emancypacyjnych wynikających zapewne z lepszego współdziałania pomiędzy poszczególnymi plemionami. Głównym celem akcji plemion wieleckich było zajęcie obszaru księstwa Stodoran, co pozostawało w bezpośrednim związku z próbą rozbicia lokalnych sojuszy antywieleckich.
Działania wojenne rozpoczęli Słowianie zakończonym sukcesem atakiem na gród Hawelberg 29 czerwca 983. Trzy dni później Słowianie uderzyli na Brenną, czym zmusili tamtejszego biskupa Folkmara oraz margrabiego Marchii Północnej Dytryka do ucieczki. Prawdopodobnie doszło wówczas również do wygnania z Brenny miejscowych dynastów: Przybysława wraz z żoną, Matyldą. Po splądrowaniu obu tych grodów przekroczyli (już zapewne wraz z oddziałami Stodoran) Łabę i spustoszyli wschodnią Saksonię (w tym także klasztor w Kalbe). Po bitwie nad rzeką Tongerą z Sasami powstańcy wycofali się na lewy brzeg Łaby, natomiast sami Sasi nie posiadali wystarczających środków, aby przywrócić swoje wpływy na północnym i środkowym Połabiu – Związkowi Lucickiemu udała się więc próba zajęcia ważnego strategicznie obszaru. W wyniku zakończonego sukcesem powstania po 983, najprawdopodobniej w ciągu kolejnych kilku lat, doszło zapewne do zmiany organizacji plemiennej na północno-wschodnim Połabiu. W miejsce kilku niezależnych plemion powstała silna i dobrze zorganizowana federacja, której członkowie byli nazywani (i najprawdopodobniej sami się określali) mianem: Lucice. To Lucice byli uważani już przez współczesnych kronikarzy za sprawców reakcji pogańskiej, do której doszło w wyniku powstania w 983.
Sukcesy Luciców w walce z cesarstwem w pierwszych latach powstania wynikały również z braku stabilności w samych Niemczech po śmierci w grudniu 983 cesarza Ottona II. Jej pochodną był również upadek systemu sojuszy antywieleckich budowanego w pierwszej połowie lat 80. X wieku. Dopiero pokonanie przez Ottona III i jego sojuszników pretendenta do tronu – Henryka II Kłótnika spowodowało wzrost zainteresowania cesarstwa odzyskaniem wpływów na terenach Połabia. Najprawdopodobniej to właśnie przeciwko Lucicom były skierowane wyprawy niemieckie z lat 985–987, które zapewne operowały na terenach stodorańskich. Do tego czasu, przez kilka kolejnych lat (983–987) gród w Brennie, którym zarządzał saski zbieg Kizo, był strategicznie głównym punktem oporu Luciców. Jest możliwe, że w wyniku wypraw z lat 985–987 doszło do ponownego osadzenia w Brennie księcia Przybysława i Matyldy, którzy być może płacili w związku z tym trybut cesarstwu. Nie pociągnęło to za sobą jednak odbudowy organizacji kościelnej na obszarach stodorańskich, co zdaje się wskazywać na wciąż nieuregulowaną kwestię przynależności politycznej tych terenów. Po wyprawie z 987 na okres trzech lat zainteresowanie cesarstwa działalnością Luciców drastycznie zmalało (na co miała również zapewne wpływ chęć uregulowania spraw włoskich i lotaryńskich przez regentkę Teofano).

#### Sojusz z Czechami
Sami Lucicy w tym czasie rozszerzyli swoje wpływy na terytoria Obodrzyców na północnym zachodzie oraz weszli w latach po 987 w bliższe kontakty z Bolesławem II Pobożnym, księciem czeskim na południu. Powątpiewa się w możliwość liczenia przez Luciców w trwały charakter tego zbliżenia, akcentuje się raczej chęć niedopuszczenia do zdobycia przez którąkolwiek siłę w regionie zdecydowanej przewagi. Sojusz z księciem czeskim, walczącym w 990 przeciwko państwu Piastów o panowanie nad Śląskiem i Krakowem, zaowocował pomocą militarną, jakiej udzielili mu Lucicy w wyprawie na tereny środkowego biegu Odry latem 990. Demonstracja ta nie pomogła jednak w uzyskaniu korzystnej dla księcia czeskiego decyzji przed sądem cesarskim. W czasie układów pomiędzy Bolesławem a poselstwem cesarskim Lucice parli do militarnego rozstrzygnięcia, a po zakończonych sukcesem negocjacjach wysłali oddział w sile 200 wojowników w pościg za poselstwem, które zdołało jednak schronić się za murami Magdeburga. Lucice brali udział także w walkach czesko-polskich na Śląsku: po zdobyciu pewnego śląskiego grodu Bolesław podarował im jego dowódcę, a ci ofiarowali go swoim bogom. Możliwe jednak, że porozumienie to zostało zawarte pomiędzy władcą czeskim a księciem stodorańskim rezydującym w Brennie. W tym wypadku wiązałoby się ono ze zmianą frontu ze strony Przybysława, który zapewne odzyskał w latach poprzednich władzę nad Brenną w wyniku interwencji niemieckiej. W obu przypadkach faktem pozostaje ponowne zajęcie przez Luciców, dowodzonych przez Kizona, Brenny w 991, natychmiast po wycofaniu się stamtąd wojsk Ottona III, interweniujących w związku ze zbliżeniem czesko-stodorańskim (lub też czesko-lucickim, jeśli datować powrót Przybysława do Brenny dopiero na 991 lub też zakładając ciągłe władanie Przybysława w Brennie od 983) z lat poprzednich. Opanowanie Brenny wskazuje, że koalicji Ottona III i Mieszka I udało się w tymże, 991 roku, utwierdzić Przybysława w zachwianej, ale jednak wierności wobec cesarstwa, co zapewne pociągnęło za sobą natychmiastową reakcję ze strony związku. Niemniej śmierć Teofano i objęcie regencji nad małoletnim Ottonem III przez jego babkę Adelajdę spowodował zbliżenie czesko-niemieckie i w konsekwencji do zwrócenia się władcy Czech przeciwko Lucicom. Śmierć księcia Polan Mieszka I w 992 na krótki czas rozbiła sojusz cesarza z władcami piastowskimi, jednak już niedługo Bolesław I Chrobry ponownie sprzymierzył się z Ottonem III przeciwko Lucicom władającym wówczas Brenną, na którym ogniskowało się zainteresowanie tak cesarstwa, jak i państwa polańskiego. Lucice, pozostający cały czas aż do poprzednio opisanych wydarzeń sojusznikami księcia czeskiego Bolesława II Pobożnego oraz plemion Wolinian i Pomorzan, rywalizowali z Bolesławem Chrobrym o panowanie nad terenami wokół ujścia Odry do Morza Bałtyckiego. Pomimo tych wydarzeń ogólne położenie związku lucickiego na początku lat 90. X wieku było raczej korzystne, także z powodu wzrostu antagonizmów sasko-bawarskich wśród elit cesarstwa.

#### Sytuacja w Brennie za rządów Boliluta
Zwierzchność lucicka nad terenami stodorańskimi upadła już jednak w 993. Chociaż jeszcze w roku poprzednim doszło do zawarcia krótkotrwałego pokoju pomiędzy cesarstwem a Słowianami (Lucicami i Stodoranami) w następstwie wyprawy na Brennę dowodzonej przez Ottona III. Podczas rozmów pokojowych pomiędzy lucickim namiestnikiem grodu Kizonem a cesarzem być może była na tego pierwszego wywierana presja ze strony przedstawicieli rodu Haldenslebenów (z którego pochodziła uwięziona wówczas w Brennie wraz z małżonkiem tamtejsza księżna – Matylda) w celu podporządkowania się cesarzowi. Do zmiany frontu przez Kizona doszło w rok później, w 993 – zgodnie z porozumieniem władzę w Brennie miał ponownie objąć (prawdopodobnie jedynie formalnie) Przybysław, natomiast Kizo pełnić miał funkcję margrabiego. Te wypadki spowodowały zerwanie zawartego ledwie rok wcześniej pokoju przez Luciców. Przejęcie władzy w Brennie przez członka dynastii stodorańskiej Boliluta pod koniec 994 lub w 995 nie spowodowało początkowo większych zmian w sytuacji geopolitycznej Związku Lucickiego – tolerowanie nowego władcy Brenny przez Ottona III po śmierci księcia Przybysława 28 grudnia 994 oraz kontynuacja przez Boliluta antylucickiej polityki (nawet przy zdecydowanym wystąpieniu przeciw Haldenslebenom) – nie zmniejszył zagrożenia Luciców ze strony chrześcijańskich państw ościennych.

#### Współdziałanie lucicko-obodrzyckie
Pomimo że Obodrzyci przystąpili do działań zbrojnych wymierzonych przeciwko cesarstwu już w 990, to jednak do bliższego porozumienia pomiędzy nimi a Lucicami doszło dopiero w 994. Pierwszym wspólnym działaniem obu związków były wyprawy zaczepne na tereny saskiego plemienia Ostfalów w 995. I chociaż w odpowiedzi jeszcze w tym samym roku doszło do przeprowadzenia ekspedycji karnej Ottona III i Bolesława I Chrobrego na obszary lucickie i obodrzyckie, to jednak ów sojusz musiał znacznie wzmocnić możliwości ofensywne Słowian, bowiem jeszcze w 995, po wycofaniu się władcy niemieckiego (być może zwycięskiego), zdołali oni przeprowadzić kilka najazdów na Saksonię.

#### Pokój z cesarstwem w 996 i działania wojenne w roku następnym
Pokój pomiędzy Lucicami (i wspierającymi ich wówczas Obodrzycami) a cesarstwem został zawarty na wiosnę 996. Nie są znane jego postanowienia – wśród możliwych, hipotetycznych, konstrukcji wymienia się: przywrócenie zależności trybutarnej jedynie Obodrzyców od cesarstwa lub jedynie obietnicę Słowian wnoszenia daniny, w zamian za niezawisłość, tudzież zachowanie przez obie strony status quo – niemniej zapewne mogły one uchodzić dla słowiańskiej strony w tym momencie za korzystne. Ta pewna ugodowość ze strony Ottona III wiązała się z chęcią większego zaangażowania się z jego strony na Półwyspie Apenińskim. Jednak pokój ten ze strony Luciców mógł być postrzegany jako chwilowy, obowiązujący jedynie do powrotu cesarza z Włoch. Pozostawienie również obszarów stodorańskich w granicach wpływów cesarstwa mogło także nie odpowiadać Związkowi Lucickiemu. Właśnie takie rozumowanie stało prawdopodobnie za wznowieniem działań wojennych na słowiańsko-germańskim pograniczu w lecie 997. W działaniach tych ze strony słowiańskiej wzięli udział Związek Lucicki oraz Stodoranie, których książę Bolilut (władca Brenny) zgłosił w tym czasie chęć przystąpienia do tego pierwszego. Powód przystąpienie Stodoran do związku (zapewne jedynie w luźnej formie) nie jest znany – możliwe jest wywarcie presji na władcy Brenny przez Luciców, ale istnieje też hipoteza, że takie działanie ze strony Boliluta było spowodowane objęciem urzędu margrabiego w marchii północnej przez Lotara z Walbeck w październiku 995. Same działania rozpoczęła wyprawa Luciców na Saksonię, w której toku dokonali oni zniszczenia Arneburga w lipcu 997. Jeszcze latem doszło do odwetowej wyprawy dowodzonej przez Ottona III na Stodoran, a jesienią (listopad) miała miejsce kolejna wyprawa lucicka, tym razem do Bardengau w okolicach Lüneburga. Zaniechanie przez obie strony walk po 997 oraz akces Stodoran do związku był zapewne z obopólną korzyścią dla ich obu – ugruntowało niezawisłość Luciców, a ich południowi sąsiedzi uzyskali dogodne warunki dla swojego późniejszego (XI i XII wiek) rozwoju tak politycznego jak i gospodarczego. Uspokojenie na pograniczu słowiańsko-germańskim w źródłach ówczesnych jest jednoznacznie łączone z działaniami ciotki cesarza, Matyldy, sprawującej rządy nad ziemiami cesarstwa na północ od Alp podczas obecności bratanka we Włoszech, która prawdopodobnie zaczęła prowadzić wobec Słowian politykę odmienną od poprzedników, chociaż nie można wykluczyć, że postępowała jednak zgodnie z wytycznymi Ottona III. Nie jest pewne, kiedy dokładnie doszło między Lucicami a cesarstwem do zawarcia porozumienia – istnieje hipoteza, że stało się to po zjeździe w Magdeburgu w 999. Jest ona jednak kwestionowana.

### Sojusz niemiecko-wielecki, nieudana próba budowy tożsamości lucickiej i rozpad Związku Wieleckiego
Śmierć Ottona III w 1002 zmieniła sytuację plemion wieleckich – 28 marca 1003 został zawiązany w Kwedlinburgu, dokąd przybyło kilku posłów lucickich, sojusz pomiędzy dotychczasowymi wrogami – nowym królem niemieckim Henrykiem II a pogańskim Związkiem Wieleckim – przeciwko Bolesławowi Chrobremu. Spowodowało to unieważnienie ustaleń Zjazdu gnieźnieńskiego z 1000 oraz przetasowania w sojuszach w Europie środkowej. Pogańscy Lucice zostali tym samym sprzymierzeńcami najważniejszego świeckiego reprezentanta chrześcijańskiego świata, a samo wydarzenie rozpoczęło piętnastoletnie wojny polsko-niemieckie (1003–1018). Zaakceptowanie przez cesarstwo wytworzonej sytuacji na północnym Połabiu spowodowało, że pogaństwo funkcjonowało na tych obszarach jeszcze przez następne 150 lat. Jednak Lucice nie byli w stanie wytworzyć w tym czasie nic więcej ponad libertas more Liuticio (wolność na wzór Luciców). Wytworzenie się tożsamości lucickiej, która ogniskowała się wokół świątyni w Radogoszczy mającej podobne znaczenie symboliczne, jak dynastie w innych państwach słowiańskich Europy środkowowschodniej, nie wstrzymało jednak rozkładu organizacji lucickiej. Co więcej to niejako silna pozycja świątyni radogoskiej, a co za tym idzie dominacja plemienia Redarów w związku, doprowadziła w 1056/1057 do wybuchu wojny domowej, która wyznacza początek upadku federacji. Tuż przed wojną domową w 1056 sprzymierzone siły Związku Wieleckiego dały jeszcze odpór potężnej armii niemieckiej pod dowództwem margrabiego Marchii Północnej – Wilhelma. Rozbili siły saskie w rozwidleniu Haweli i Łaby w pobliżu grodu Przęcława. Zwrócenie się przez Redarów i Dołężan do chrześcijańskich sąsiadów (Sasów, Obodrzyców i Duńczyków) o pomoc w pacyfikacji było momentem kiedy walka o prymat w związku stała się ważniejsza od wspólnoty. Niejako programowe stworzenie tożsamości lucickiej wobec wciąż w połowie XI wieku silnej tożsamości pojedynczych plemion składowych zakończyło się niepowodzeniem. W zapisach dotyczących lat 70. XI wieku współczesnego kronikarza Adama z Bremy wymieniane są już osobno wszystkie plemiona tworzące niegdyś społeczność lucicką, a samo miano pełni już jedynie funkcję topograficzną. Lucice zapobiegli jednak na okres ponad pół wieku podporządkowaniu terenów Połabia, szczególnie północnego, krajom ościennym: cesarstwu, Czechom, Polsce czy Danii.

### Podbój i chrystianizacja terenów wieleckich w XII wieku
Na okres po 1119 datuje się podbój terenów wieleckich aż po grody w Dyminie i Wołogoszczy na południowym zachodzie przez wojska księcia pomorskiego Warcisława I i wspomagające go siły księcia polskiego Bolesława III Krzywoustego. Na obszarach podległych biskupstwu w Brandenburgu w 1128 prowadził działalność chrystianizacyjną Otton z Bambergu. Objęła ona m.in. Wołogoszcz oraz Choćków, a także tereny plemienia Wkrzan.

## Ustroje Związku Wieleckiego i Związku Lucickiego
Zapewne, chociaż istniały różnice ustrojowe między oboma tymi organizmami politycznymi, jest możliwe rozpatrywanie ich jako sobie pokrewnych, tak, szczególnie, w kontekście wspólnoty etnicznej, jak i ewentualnej przynależności w obu tych związkach częściowo tych samych plemion wieleckich. Z drugiej strony historyczne dzieje obu tych federacji zdają się wskazywać na ich odrębność, pomimo istnienia pewnych wspólnych cech.

### Ustrój Związku Wieleckiego w VIII i IX wieku
Związek Wielecki jawi się jako słabo skonsolidowany twór, w ramach którego u Stodoran miała istnieć prawdopodobnie dziedziczność władzy w obrębie dynastii książęcej. Natomiast powiązane ze Stodoranami (w stopniu, którego nie da się dookreślić) pozostałe plemiona wieleckie miały naczelników (regulis et nobilitate), których kompetencje również pozostają nieznane. Instytucja „księcia zwierzchniego”, który był wybierany przez Wieletów, a pochodził prawdopodobnie z dynastii stodorańskiej, zgodnie zapewne z zasadą primogenitury, miała zapewne jedynie funkcje wojskowe – dowództwa nad wojskami ogólnozwiązkowymi.

### Libertas more Liuticio– ustrój Związku Lucickiego
Jeden z niemieckich kronikarzy z przełomu X i XI wieku – biskup merseburski Thietmar – pod powyższym mianem zawarł pewien określony styl życia politycznego, charakterystyczny m.in. dla Luciców. Charakteryzował się on nieuznawaniem przez nich instytucji księcia, a co za tym idzie władzy monarszej. Wszystkie sprawy dotyczące wspólnoty rozstrzygali na wiecach gromadzących wszystkich wolnych członków plemienia. Taki sposób decydowania (notabene właściwy wcześniej również dla Obodrzyców i Serbów połabskich) wywodził się jeszcze z początków IX wieku, kiedy to właśnie wiec jawił się jako najwyższe ciało polityczne plemion słowiańskich. Do jego kompetencji należał nie tylko obiór, ale też kontrolowanie książąt. Przewodząca na takim wiecu starszyzna (primores) wywodziła się prawdopodobnie z reprezentantów określonych wspólnot osadniczych, które razem tworzyły obszar lucicki. W połowie IX wieku w tzw. Geografie Bawarskim zostało poświadczone istnienie 95 takich wspólnot (civitates), których podstawowym elementem tak topograficznym jak i strategicznym był gród, których dowódcami, a zarazem naczelnikami rodów, byli owi primores. Związek Lucicki ukazuje się w źródłach jako jednorodny organizm polityczny, który być może był również pewną całością etniczną. Być może związek ten był również swoistym związkiem kultowym grupującym poza czterema głównymi plemionami, wśród których prym wiedli zapewne Redarowie, również szereg mniejszych.

## Tożsamość etniczna Luciców
W przeciwieństwie do innych państw w Europie środkowej i wschodniej (Moraw, Czech, Polski, Węgier czy Rusi Kijowskiej), gdzie tworzono system władztwa w oparciu o chrześcijańskich książąt i rodzime dynastie, na Połabiu próbowano zapewne stworzyć go na bazie nie władzy monarchicznej, lecz poprzez stworzenie pogańskiej etnicznej tożsamości, która miała cementować obszar władztwa. Zgodnie z typologią Anthony’ego Smitha Lucice zaliczali się do tzw. podtypu „wertykalno-demotycznego”, którego pionowe, demotyczne struktury utrwalają jednoczące, etniczne więzi, powodując ich odgrodzenie się od obcych. Często tworzy on konfederacje plemienne, oparte na więzach przywódców rodów z drużyną, a nawet ogólniej wojownikami, wytworzone w toku działań zbrojnych i wędrówek. Niezbędne jest również istnienie grup kapłanów oraz masowego udziału ludności w związku z prowadzeniem działań wojennych. Spośród sześciu wymiarów etniczności wyróżnianych przez Smitha związanych ze wspólnym sposobem życia oraz z dziejami społeczności trzy: wspólne dzieje, kultura oraz solidarność z powodu nieobecności w źródłach są niemożliwe do uchwycenia w świadomości Luciców. U plemion wieleckich jest natomiast możliwe odnalezienie śladów takiego rodzaju etniczności, którego podstawowym składnikiem – prócz nazwy (prawdopodobnie związanej z tradycjami wojennym, bądź też z ich początkami) i wspólnotą terytorialną – była świątynia w Radogoszczy. Związek z nią budował poczucie wspólnoty u wszystkich plemion, które wspólnie nazywają się Lucicami, [i którym] nie przewodzi żaden władca. To nowe miano prawdopodobnie wynikło właśnie z rozbudzonej, w wyniku ekspansywnej polityki Ottona I w latach 50. X wieku, tożsamości plemiennej oraz przeobrażeń samooceny wśród plemion połabskich. Godząc się bowiem na płacenie cesarstwu trybutu plemiona te zawarowały sobie pozostawienie im politycznej i kulturalnej autonomii (dominatio regionis).

## Religia Luciców
Tak samo jak nowa nazwa: Lucice sygnalizuje „nowy” początek wspólnoty, tak samo kult opisany przez Thietmara stanowi potwierdzenie „nowej jakości” pogaństwa u plemion wieleckich. Widomym tego potwierdzeniem jest stawianie budowli kultowych zamiast dominującego do końca X wieku kultu natury i bóstw domowych. Przy tym cechowała tę wspólnotę trwała ciągłość kultu pogańskiego. O ile miejsca kultowe przybierały formy architektoniczne już w czasach wczesnych Słowian (tj. od końca VII do IX wieku), to jednak do rozkwitu tej formy religijności doszło dopiero pod koniec X wieku. Pogańskie budownictwo sakralne na Połabiu nie posiada analogii na całym obszarze Słowiańszczyzny – jego rozwój znajduje poparcie w ówczesnych przekazach niemieckich i duńskich oraz w świetle badań archeologicznych. Jedną z dwóch najsłynniejszych świątyń tego obszaru była świątynia w Radogoszczy, która pełniła funkcję nadrzędną w całym systemie religijnym Luciców. W tej drewnianej świątyni położonej na terenach Redarów, w której pełnili posługę specjalni kapłani (ministri), znajdowały się statuy bogów, odbywały się obrzędy kultowe, takie jak adoracja świętego konia, czy rozstrzygnięcie wyroczni poprzez ciągnięcie losów. Dodatkowo jej nadrzędność wyznaczał fakt, że właśnie ona była miejscem pożegnania i powitania wojowników biorących udział w wyprawie wojennej. Była również miejscem gdzie kapłani dokonywali obowiązkowych wyroczni i ofiar. Oprócz świątyni w Radogoszczy istniały też na obszarze lucickim inne chramy niezbędne dla kultu lokalnego w poszczególnych ziemiach lucickich, w których posługę (podobnie jak w Radogoszczy) pełnili kapłani, stanowiący osobną grupę w społeczności. Upersonifikowani bogowie obszaru pogańskiego Połabia sprawowali ochronę nad określonymi regionami, a ich miana były wyryte na ich posągach w świątyni radogoskiej, co jest tym bardziej niezwykłe, że było to społeczeństwo niepiśmienne. Podczas wypraw wojennych Lucice brali ze sobą święte sztandary (vexilla) oraz idola bogini. System ten mniej lub bardziej świadomie imitował chrześcijaństwo, jego symbolikę i strukturę, z czego zdawali sobie sprawę już współcześni chrześcijańscy duchowni: Bruno z Kwerfurtu, Adam z Bremy, czy Helmold.

## Stosunek Luciców do chrześcijan
Wrogość do wyznawców chrześcijaństwa, szczególnie kiedy byli oni również utożsamiani z władzą cesarską, stanowiła jeden z istotnych czynników tożsamości lucickiej. Stąd jeśli dochodziło do złożenia w ofierze kapłanów chrześcijańskich było to z jednej strony traktowane jako pogański obrzęd, z drugiej jako swoista demonstracja siły. Było to związane z jednej strony z próbą utrzymania kultury, z drugiej sprzeciwem wobec cesarstwa i władzy książęcej, które reprezentowały inną religię. Identycznie traktowali Lucice książąt obodrzyckich i stodorańskich wchodzących w układy z cesarstwem i z chrześcijaństwem. Zdarzały się jednak przypadki, kiedy Lucice prowadzili walki pod komendą chrześcijańskiego wodza przeciwko ościennym władztwom, m.in. Kizona, który dowodził Brandenburgiem z ich ramienia w 983, czy Wichmana w latach 50. i 60. X wieku.

### Źródła
- Helmolda Kronika Słowian, tł. Józef Matuszewski, wstęp i komentarz Jerzy Strzelczyk, PIW Warszawa 1974
- Kronika Thietmara, tłum. M.Z. Jedlicki, Kraków 2002, ISBN 83-7052-568-7.
- Magistri Adami Bremensis gesta Hammaburgensis ecclesiae pontificum, Bernhard Schmeidler (wyd.), Hannover 1917 (Monumenta Germaniae Historica. Scriptores in usum scholarum 2).
- Stanisław Zakrzewski, Opis grodów i terytoriów z północnej strony Dunaju czyli tzw. Geograf bawarski, Lwów 1917 (wersja elektroniczna: ).

### Opracowania

#### Główne
- Wolfgang H. Fritze, Beobachtungen zu Entstehung und Wesen des Lutizenbundes, [w:] W.H. Fritze, Frühzeit zwischen Ostsee und Donau. Ausgewählte Beiträge zum geschichtlichen Werden im östlichen Mitteleuropa vom 6. bis zum 13. Jahrhundert, Berlin 1982, s. 130-166.
- Christian Lübke, Powstanie i istota Związku Luciców. Jedna z konsekwencji chrystianizacji Europy wschodniej w X stuleciu, [w:] Chrześcijańskie korzenie. Misjonarze, święci, rycerze zakonni, Sergiusz Sterna-Wachowiak (red.), Poznań 1997, s. 51–64.
- Christian Lübke, The Polabian alternative. Paganism between Christian Kingdoms, [w:] Europe around the year 1000, Przemysław Urbańczyk (red.), Warszawa 2001, s. 379–389.
- Sochacki J., Związek Lucicki – między Polską a cesarstwem do 1002 r., „Slavia Antiqua”, t. 47 (2006), s. 17–48, ISSN 0080-9993.

#### Dodatkowe
- Zbigniew Gołąb, O pochodzeniu Słowian w świetle faktów językowych, Maria Wojtyła-Świerzowska (tłum.), Kraków: Towarzystwo Autorów i Wydawców Prac Naukowych „Universitas”, 2004, ISBN 83-242-0528-4.
- Labuda G., O zakresie rzekomych uprawnień Królestwa Niemieckiego i Marchii Brandenburskiej nad całym Pomorzem we wczesnym średniowieczu, „Roczniki Historyczne”, t. 73 (2007), s. 17–34, ISSN 0324-8585
- Strzelczyk J., Połabszczyzna zapomniana. Część V: Nakon, czyli Obodrzyci ponownie na drodze do własnego bytu, „Przegląd Zachodniopomorski”, t. 21 (50) (2006), z. 3, s. 7–20, ISSN 0552-4245
- Adam Turasiewicz, Dzieje polityczne Obodrzyców. Od IX wieku do utraty niepodległości w latach 1160–1164, Bogumił Grott (red.), Kraków: „Nomos”, 2004, ISBN 83-88508-65-2, OCLC 830637109.
- Wachowski K., Słowiańszczyzna Zachodnia, Wydawnictwo Poznańskiego Towarzystwa Przyjaciół Nauk, Poznań 2000.